# Mentőcsapat a kenguruk földjén
A Mentőcsapat a kenguruk földjén (eredeti cím: The Rescuers Down Under) 1990-ben bemutatott amerikai rajzfilm, amelyet Hendel Butoy és Mike Gabriel rendezett. Az animációs játékfilm producere Thomas Schumacher. A forgatókönyvet Margery Sharp, Jim Cox, Karey Kirkpatrick, Byron Simpson és Joe Ranft írta, a zenéjét Bruce Broughton szerezte. A mozifilm a Walt Disney Productions gyártásában készült, a Walt Disney Feature Animation forgalmazásában jelent meg. Műfaja akció-kalandfilm.
A film az 1977-ben bemutatott, nagy sikerű Mentőcsapat című rajzfilm folytatása, egyben a 29. Disney-film.
Amerikában 1990. november 16-án, Magyarországon 1991. december 6-án mutatták be a mozikban.
Négy hónappal a bemutatót követően Margery Sharp meghalt.

## Televíziós megjelenések
Disney Channel 